# Angelo Ingegneri
Angelo Ingegneri (* 1550 in Venedig; † 1613 ebenda) war ein italienischer Dichter und Dramatiker. Zu seiner Zeit war er führend auf dem Gebiet der Bühnenarbeit.

## Leben

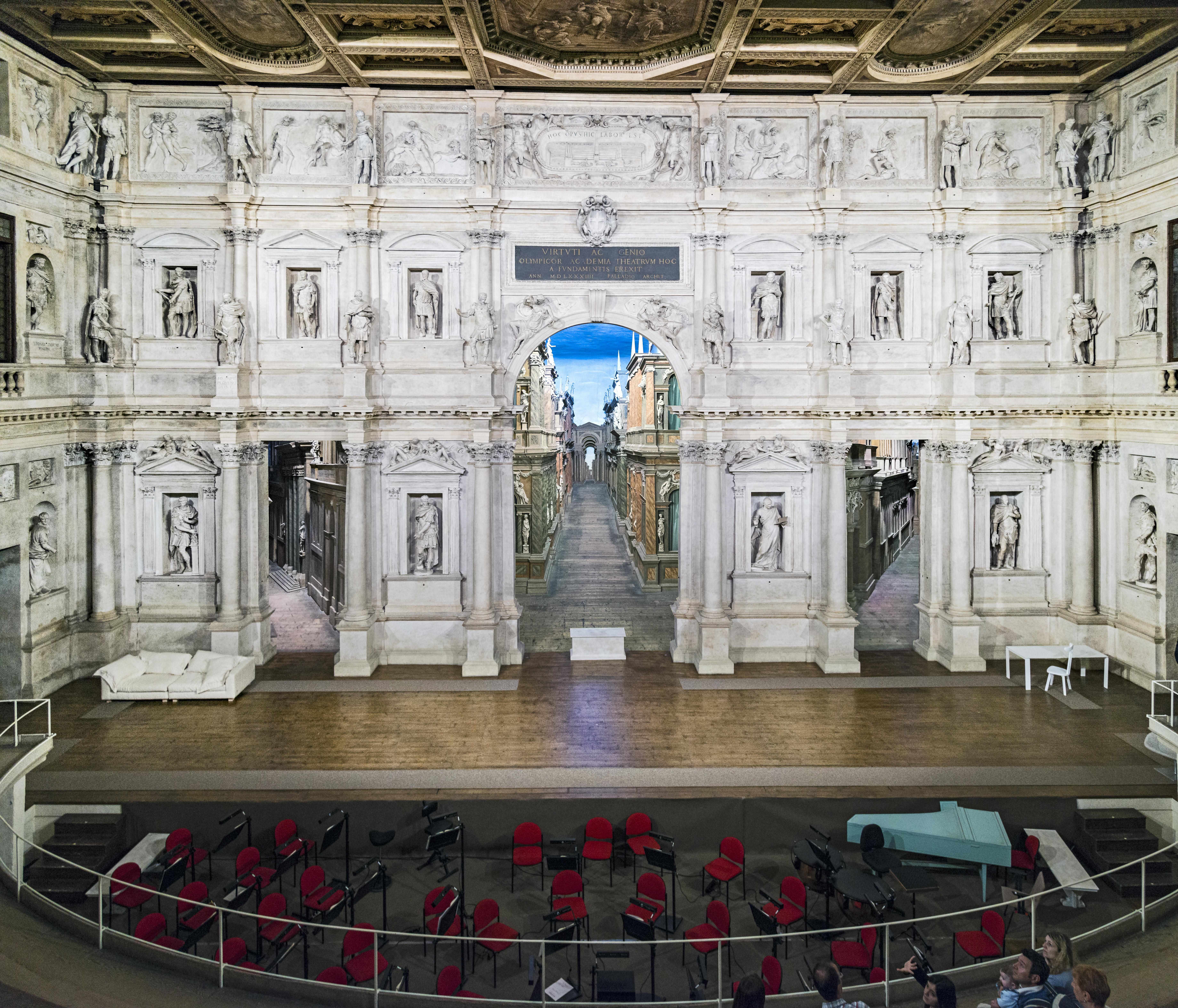
Das Innere des Teatro Olimpico von Vicenza

Angelo Ingegneri wurde um 1550 in Venedig als Sohn einer alt eingesessenen Familie geboren, die ursprünglich aus Burano stammte. Über seine Jugendzeit ist nichts bekannt. Er war ein italienischer Dichter und Dramatiker, der ein peripatetisches Leben an verschiedenen italienischen Höfen führte. 1580 wurde er Mitglied der Accademia Olimpica in Vicenza.
Angelo Ingegneri war der Regisseur und Bühnenbilder der Aufführung von König Ödipus am 3. März 1585 in Vicenza. Die Aufführung war das erste Bühnenwerk einer griechischen Tragödie in einer neuzeitlichen Übersetzung von Orsatto Giustiniani. Die Chormusik komponierte Andrea Gabrieli. Angelo Ingegneri fasste seine Regiearbeit des König Ödipus im Traktat Delia poesia rappresentativa e del modo di rappresentare le favole sceniche zusammen, welches das erste neuzeitliche Lehrbuch über Inszenierungsmethoden war und 1598 erschien. In der Biblioteca Ambrosiana in Mailand befinden sich Manuskripte, die den Text der Tragödie und einige Schriften der an der Aufführung des Stücks Beteiligten enthält wie zum Beispiel von Vincenzo Scamozzi, der die Bühne als typische Vitruv-Bühne nach Entwürfen von Andrea Palladio baute.
Angelo Ingegneri starb 1613 in Venedig.

## Werke (Auswahl)
- Delia poesia rappresentativa e del modo di rappresentare le favole sceniche. 1598.
- Tomiri. Drama 1607.
- Danza di Venere. Drama 1613.